# ハッピー・フライト
『ハッピー・フライト』（View from the Top）は、2003年のアメリカ映画。グウィネス・パルトロー主演のロマンティック・コメディ。

## キャスト
※括弧内は日本語吹替
- ドナ・ジェンセン - グウィネス・パルトロー（山崎美貴）
- クリスティーン・モンゴメリー - クリスティナ・アップルゲイト（渡辺美佐）
- テッド・ステュワート - マーク・ラファロ（郷田ほづみ）
- サリー・ウェストン - キャンディス・バーゲン（鈴木弘子）
- ランディ・ジョーンズ - ジョシュ・マリーナ（檀臣幸）
- シェリー - ケリー・プレストン（山像かおり）
- スティーヴ・ベンチ - ロブ・ロウ（堀内賢雄）
- ジョン・ウィットニー - マイク・マイヤーズ（広川太一郎）

## スタッフ
- 監督: ブルーノ・バレット
- 脚本: エリック・ウォルド
- 製作: ブラッド・グレイ、マシュー・ベアー、ボビー・コーエン
- 製作総指揮: エイミー・スロトニック、ロビー・ブレナー、アラン・C・ブロンクイスト
- 撮影監督: アフォンソ・ビアト
- 美術: ダン・デイヴィス
- 編集: クリストファー・グリーンバリー、レイ・ハブリー
- 音楽: セオドア・シャピロ
- 音楽監修: ランドール・ポスター
- 共同製作: ローラ・ホッパー、フランシスカ・シルヴェストリ、リジー・フリードマン
- 衣装: メアリー・ゾフレス
- キャスティング: マーシ・リロフ